# Czesław Olech
Pour les articles homonymes, voir Olech.
Czesław Olech, né le 22 mai 1931 à Pińczów en Pologne, et mort le 1er juillet 2015 est un mathématicien polonais, représentant de l'École mathématique de Cracovie, en particulier de l'école des équations différentielles de Tadeusz Ważewski (en).

## Études et carrière professionnelle
En 1954 il a terminé ses études de mathématiques à l'université Jagellonne de Cracovie, a obtenu son doctorat à l'Institut des sciences mathématiques en 1958, habilitation en 1962, le titre de professeur agrégé en 1966, et le titre de professeur en 1973.
- 1970-1986 : directeur de l'Institut de mathématiques de l'Académie polonaise des sciences
- 1972-1991 : directeur du centre international Banach pour les mathématiques (de) à Varsovie[2]
- 1976-1986 : membre de la direction de l'Union mathématique internationale
- 1982-1983 : président du comité d'organisation du Congrès international des mathématiciens à Varsovie.
- 1987-1989 : président du Comité des mathématiques de l'Académie polonaise des sciences
- 1990-2002 : président du Conseil scientifique de l'Institut des mathématiques de l'Académie polonaise des sciences

Czesław Olech a été invité, souvent en tant que visiting professor, par les centres de mathématiques les plus célèbres des États-Unis, de l'Union soviétique (puis Russie), du Canada et des plusieurs pays européens. Il a collaboré avec Solomon Lefschetz, Sergueï Nikolski, Philip Hartman et Roberto Conti, les mathématiciens les plus éminents dans le domaine de la théorie des équations différentielles. Lefschetz appréciait l'école de Tadeusz Ważewski, et en particulier la retract method, appliquée par Olech pour développer, entre autres, la théorie du contrôle. Il a supervisé neuf thèses de doctorat, et a examiné plusieurs thèses de niveaux doctoral et postdoctoral.

## Principaux domaines d'intérêt
- Les contributions aux équations différentielles ordinaires :
  - diverses applications de la méthode topologique de Tadeusz Ważewski dans l'étude du comportement asymptotique des solutions ;
  - estimations exactes de la croissance exponentielle de la solution des équations différentielles linéaires d'ordre deux à coefficients constants ;
  - théorèmes sur la stabilité asymptotique globale du système autonome sur le plan avec matrice jacobienne stable en chaque point, résultats déterminant des relations entre la stabilité asymptotique globale d'un système autonome et l'injectivité globale ;
  - contribution à la question de savoir si l'unicité implique la convergence des approximations successives de solutions d'équations différentielles ordinaires.

- Contribution à la théorie du contrôle optimal :
  - création d'une version la plus générale de la soi-disant principe bang-bang pour le problème de contrôle linéaire ;
  - théorèmes d'existence du problème de contrôle optimal en cas des contrôles illimités et des fonctions de coût multidimensionnelles;
  - l'existence de la solution des inclusions différentielles à second membre non convexe ;
  - la caractérisation de la contrôlabilité des processus convexes[4].

## Reconnaissance
Docteur honoris causa :
- Université de Vilnius : 1989
- Université Jagellonne : 2006[5].
- École des mines et de la métallurgie de Cracovie : 2009

Membre de :
- PAN : Académie polonaise des sciences (membre du Présidium)
- PAU : Académie polonaise des arts et sciences
- Académie pontificale des sciences
- Académie des sciences de Russie
- Société mathématique de Pologne
- Société européenne de mathématiques
- American Mathematical Society[6]

Distinctions et honneurs :
- Prix d'État 1re classe
- Croix de commandeur de l'ordre Polonia Restituta
- Médaille d'or Marin Drinov de l'Académie bulgare des sciences
- Médaille d'or Bernard Bolzano de l'Académie tchécoslovaque des sciences
- Médaille Stefan-Banach de la PAN
- Médaille Mikołaj Kopernik de la PAN[7]

## Publications en français
- avec Jean-Pierre Aubin et Halina Frankowska, « Contrôlabilité des processus convexes », dans C. R. Acad. Sci. Paris Sér. I Math. 301 (1985), no. 5, 153--156, répertorié sur cat.inist.fr.
- avec Z. Opial, « Sur une inégalité différentielle », dans Ann. Polon. Math. 7 (1960), 247--254.
- « Sur un problème de M. G. Sansone lié à la théorie du synchrotrone », dans Ann. Mat. Pura Appl. (4) 44, 1957, 317--329, DOI 10.1007/BF02415206.
- avec Z. Opial, et T. Ważewski, « Sur le problème d'oscillation des intégrales de l'équation y"+g(t)y=0 », dans Bull. Acad. Polon. Sci. Cl. III. 5 (1957), 621--626, LIII.
- « Sur certaines propriétés des intégrales de l'équation y'=f(x,y), dont le second membre est doublement périodique », dans Ann. Polon. Math. 3 (1957), 189--199.
- avec S. Gołąb, « Contribution à la théorie de la formule simpsonienne des quadratures approchées », dans Ann. Polon. Math. 1 (1954)[8].